# Giovanni Jeremich
Giovanni Jeremich (* 1. Januar 1875 in Venedig; † 23. Oktober 1948) war ein italienischer römisch-katholischer Geistlicher und Weihbischof in Venedig.

## Leben
Giovanni Jeremich empfing am 25. Juli 1897 das Sakrament der Priesterweihe. 
Am 31. Mai 1929 ernannte ihn Papst Pius XI. zum Titularbischof von Berissa und zum Weihbischof in Venedig. Der Patriarch von Venedig, Pietro Kardinal La Fontaine, spendete ihm am 25. Juli desselben Jahres die Bischofsweihe; Mitkonsekratoren waren der Bischof von Treviso, Andrea Giacinto Bonaventura Longhin OFMCap, und der Bischof von Luni o La Spezia, Sarzana e Brugnato, Giovanni Costantini.